# Joe Boyer
Joe Boyer (ur. 12 maja 1890 roku w Detroit, zm. 2 września 1924 roku w Tyrone) – amerykański kierowca wyścigowy.

## Kariera
W swojej karierze Elliott startował głównie w Stanach Zjednoczonych w mistrzostwach AAA Championship Car oraz towarzyszącym mistrzostwom słynnym wyścigu Indianapolis 500, będącym w latach 1923-1930 jednym z wyścigów Grandes Épreuves. W drugim sezonie startów, w 1920 roku został sklasyfikowany w wyścigu Indianapolis 500 na dwunastej pozycji. W kolejnych latach nie dojeżdżał do mety. Jednak w sezonie 1924, po rozbiciu własnego samochodu, na 111 okrążeniu zmienił Lorę Coruma. Na 24 okrążenia przed końcem wyścigu wyszedł na prowadzenie, które utrzymał do mety. Zginął w tym samym roku w wypadku podczas wyścigu na torze w Altoona, w Pensylwanii.